# Zhenzhu Qundao
Zhenzhu Qundao (chinesisch 真珠群島 ‚Perleninseln‘) sind eine aus vier Inseln bestehende Inselgruppe vor der Ingrid-Christensen-Küste des ostantarktischen Prinzessin-Elisabeth-Lands. Sie liegt nördlich der Halbinsel Stornes in der Prydz Bay. Eine der Inseln der Gruppe ist Richardson Island.
Chinesische Wissenschaftler benannten sie 1993.